# 효회공주
효회공주(孝懷公主, 1183년 ~ 1199년)는 고려 시대의 왕족이다. 신종과 선정태후 김씨의 장녀이다. 흥덕궁주(興德宮主)라고도 한다.

## 생애
1183년(명종 13년) 당시 평량공으로 있던 신종과 선정태후의 장녀로 태어났다. 성은 왕, 본관은 개성이며, 희종의 친동생이다. 또 의종과 명종 등에게는 친조카이며, 강종과는 친사촌이 된다.
효회공주는 현종의 아들 평양공 왕기의 후손인 하원공 왕춘과 혼인하였다. 그러나 공주는 1199년(신종 2년) 불과 17세의 나이로 요절하고 말았다. 공주가 죽자 신종과 선정태후가 매우 슬퍼하였고, 공주를 흥덕궁주(興德宮主)로 추봉하였다.
한편 왕춘은 부인 효회공주가 사망한 후, 강종과 사평왕후(思平王后)의 딸인 수령궁주와 재혼하였다.

## 가족 관계
- 아버지 : 고려 제20대 왕 신종 (神宗, 1144년~1204년, 재위:1197년~1204년)
- 어머니 : 선정태후 (宣靖太后, ?~1222년)
  - 오빠 : 고려 제21대 왕 희종 (熙宗, 1181년~1237년, 재위:1204년~1211년)
  - 남매 : 양양공 왕서 (襄陽公 王恕, 생몰년 미상)
  - 동생 : 경녕궁주 (敬寧宮主, 생몰년 미상)
- 시아버지 : 계성후 왕원 (桂城侯 王沅, 생몰년 미상)
  - 남편 : 하원공 왕춘 (河源公 王瑃, 생몰년 미상)